# Phil Plait
Philip Cary Plait, Ph.D. (vulgo The Bad Astronomer) (Washington, D. C., 30 de setembro de 1964) é um astrônomo estadunidense, cético, escritor e blogger de divulgação científica. Escreveu dois livros, Bad Astronomy e Death from the Skies. Apareceu em vários documentários científicos, incluindo Phil Plait's Bad Universe no Discovery Channel. Em 4 de agosto de 2008, se tornou Presidente da James Randi Educational Foundation, servindo neste cargo até 1 de janeiro de 2010.

## Início de vida
Plait cresceu na área de Washington, D.C.. Ele frequentou a University of Michigan e recebeu seu Ph.D. em astronomia pela University of Virginia em 1994 com uma tese sobre SN 1987A,  a qual ele estudou com o Supernova Intensive Study (SINS).

## Carreira
Durantes os anos 90, Plait trabalhou com o satélite COBE e mais tarde fez parte do time do Hubble Space Telescope no Goddard Space Flight Center da NASA, trabalhando amplamente no Space Telescope Imaging Spectrograph. De 2000 a 2007 enquanto na Sonoma State University ele fez uma sensibilização do público virtual para o GLAST e outras missões financiadas pela NASA.
Seu primeiro livro, Bad Astronomy: Misconceptions and Misuses Revealed, from Astrology to the Moon Landing "Hoax" trata sobre basicamente a mesma matéria subjetiva de seu website. Seu segundo, Death from the Skies, descreve meios como eventos astronômicos podem varrer a vida da Terra e foi lançado em outubro de 2008.
Plait apareceu em dois episódios de Bullshit!. Na terceira temporada, ele debateu contra as acusações de falsificação nas alunissagens do Programa Apollo e na sétima temporada contra astrologia. Seu trabalho também apareceu na Encyclopædia Britannica Yearbook of Science and the Future e revista Astronomy. Plait é também um convidado frequente do Big Picture Science, um show científico de rádio semanal do SETI Institute.
Ele deixa o cargo de presidente da James Randi Educational Foundation para se focar num projeto de TV secreto, mais tarde revelado como Bad Universe do Phil Plait no Discovery Channel. A série de documentário em três partes foi ao ar pela primeira vez nos Estados Unidos em 29 de agosto de 2010, mas não se tornou uma série. Ele apareceu em numerosos documentários científicos e programas incluindo o Como Funciona o Universo.

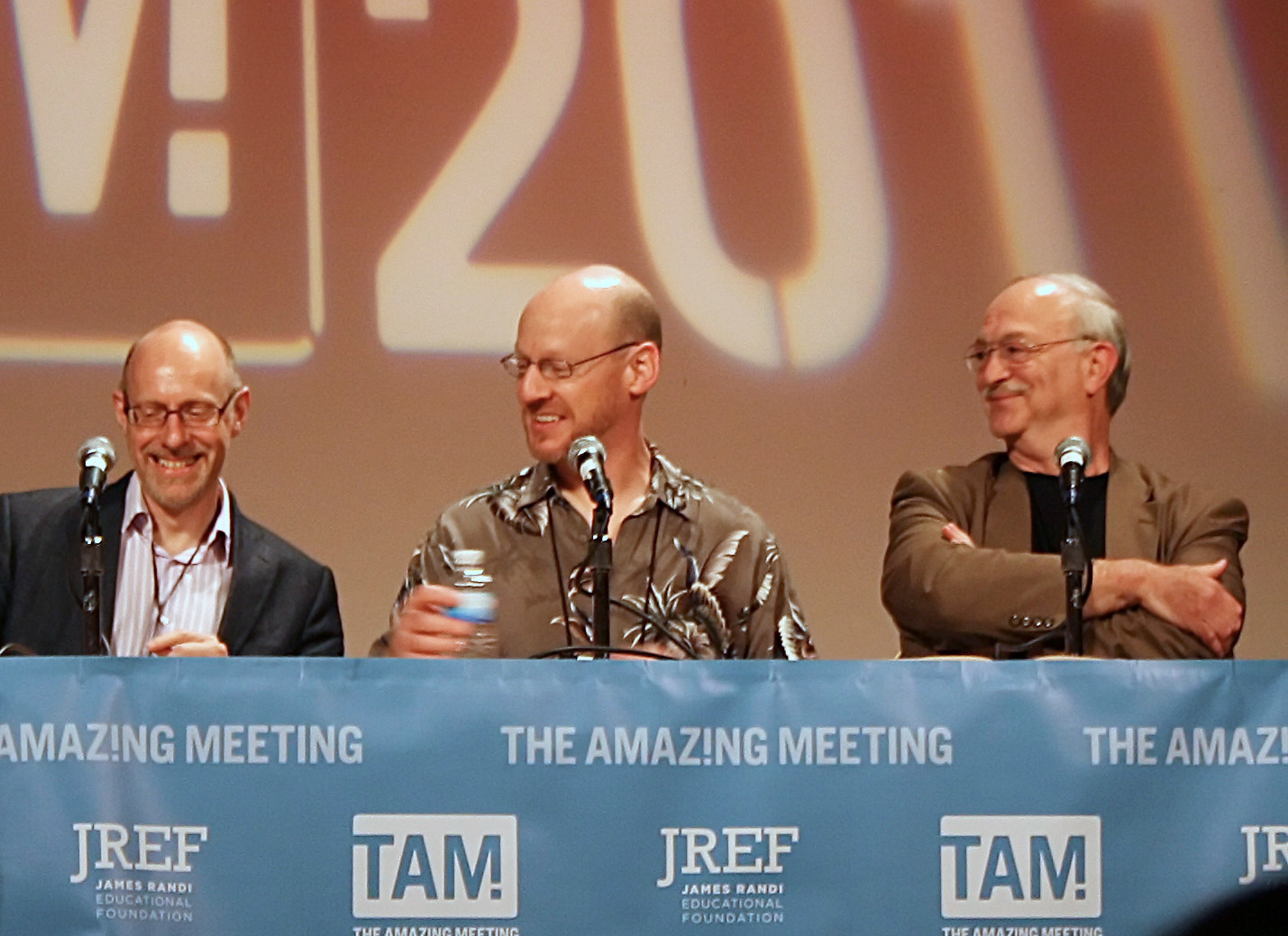
Phil Plait (centro) durante o TAM9 em 2011, com Richard Wiseman e Joe Nickell

### Badastronomy.com

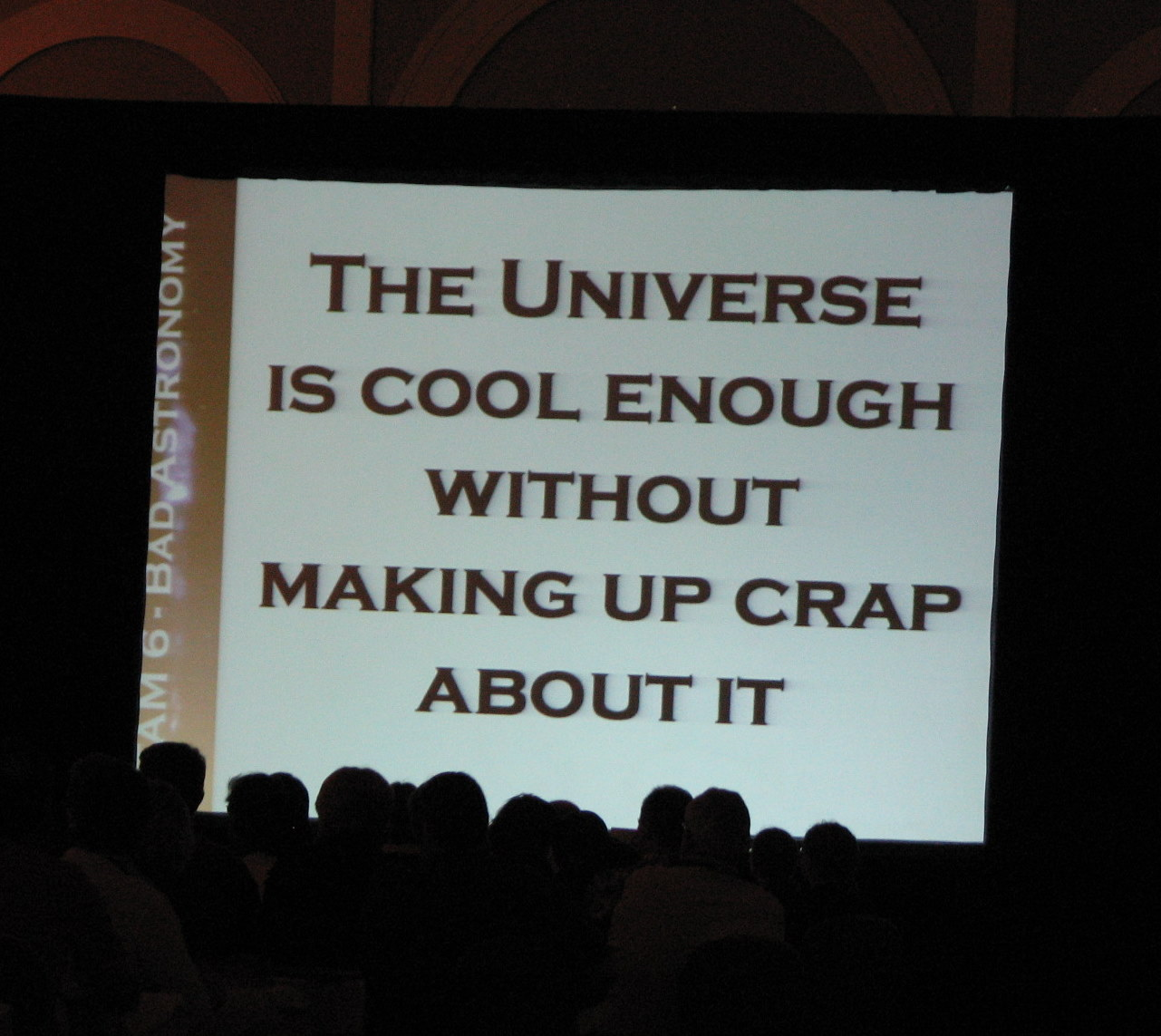
O slide final da apresentação de Phil na TAM6, The Amazing Meeting 6, da JREF.

Badastronomy.com foi um website criado no fim dos anos 90 dedicado a corrigir equívocos do público sobre astronomia e ciência espacial oriundos de filmes, noticiários, mídia impressa e internet. Plait também operou como desenganador contra várias teorias pseudocientíficas relacionadas ao espaço e astronomia, tais como Planet X, Richard Hoagland's theories e, as mais famosas, as acusações de falsificação nas alunissagens do Programa Apollo. O site original do Plait está agora arquivado e ainda pode ser visto, apesar de badastronomy.com redirecionar agora para seu blog atual Bad Astronomy.
Em 2005, Plait começou o blog Bad Astronomy. Em julho de 2008, o mesmo começou a ser hospedado pela Discover.
Primariamente um blog sobre astronomia, Plait também posta sobre ceticismo científico, pseudociência, antiscience com ocasionais publicações pessoais e políticas.
O blog Bad Astronomy foi um finalista várias vezes do Weblog awards na categoria melhor blog de ciência e co-vencendor em 2007. Também foi nomeado pela Time.com como uns dos 25 melhores blogs em 2009.
Em 12 de novembro de 2012 o blog Bad Astronomy se mudou para a revista Slate, terminado assim 4 anos de hospedagem pela revista Discover.

## Vida pessoal
Plait reside atualmente em Boulder, Colorado com sua esposa, Marcella, e sua filha. Plait e sua esposa conduzem Science Getaways, uma companhia de férias que provê aventuras baseadas em ciência.
Em março de 2008 Plait teve um asteroide nomeado em sua honra pelo falecido astrônomo Jeff Medkeff. O asteroide 2000 WG11 foi renomeado 165347 Philplait.

## Livros
- Plait, Philip (2008). Death from the Skies!. These are the Ways the World Will End. [S.l.]: Viking Press. ISBN 978-0-670-01997-7
- Plait, Philip (2002). Bad Astronomy. Misconceptions and Misuses Revealed, from Astrology to the Moon Landing "Hoax". [S.l.]: John Wiley & Sons. ISBN 0-471-40976-6

## Aparições na mídia
| Ano        | Programa                                   | Episódio(s) | Notas                            |
| ---------- | ------------------------------------------ | --- | -------------------------------- |
| 2012       | Curiosity                                  | Episódio #2.12 - "Sun Storms" | Série Televisiva de Documentário |
| 2012       | The Late Late Show with Craig Ferguson     | Episódio #8.184 | Série de TV                      |
| 2010-12    | Como Funciona o Universo                   | "Extreme Planets" "Solar Systems" "Volcanoes" "Megastorms" "Planets from Hell" "Megaflares" "Extreme Orbits" "Comets" "Asteroids" "Birth of the Earth" | Série Televisiva de Documentário |
| 2011       | Captain Disillusion: Fame Curve Collection | | Vídeo Curto                      |
| 2010       | Bad Universe                               | "Death Stars" "Alien Attack!" "Asteroid Apocalypse" | Série Televisiva de Documentário |
| 2010       | Known Universe                             | "Stellar Storms" "Cosmic Collisions" | Série Televisiva de Documentário |
| 2008       | en:Naked Science Naked Science             | "Hubble's Amazing Universe" | Série Televisiva de Documentário |
| 2007       | Is It Real?                                | "Life on Mars" | Série Televisiva de Documentário |
| 2007       | The Zula Patrol                            | "Larva or Leave Me/Egg Hunt" "There Goes the Neighborhood"                                                                                             | Série de TV                      |
| 2006       | Nova                                       | "Monster of the Milky Way" | Série Televisiva de Documentário |
| 2005, 2009 | Bullshit!                                  | "Conspiracy Theories" "Astrology" | Série de TV                      |